# Ильдегем
Ильдегем — река в России, протекает по Кош-Агачскому району Республики Алтай. Устье реки находится в 25 км от устья реки Джазатор по левому берегу. Длина реки составляет 17 км. Высота устья — 1655,4 м над уровнем моря.

## Данные водного реестра
По данным государственного водного реестра России относится к Верхнеобскому бассейновому округу, водохозяйственный участок реки — Катунь, речной подбассейн реки — Бия и Катунь. Речной бассейн реки — (Верхняя) Обь до впадения Иртыша.